# Empresas Eltit
Empresas Eltit es un holding de venta minorista chileno, que opera en la Región de la Araucanía y en la Región de Los Ríos específicamente en la zona del Lago Villarrica (Villarrica y Pucón) y en Valdivia. Junto con Supermercados Cugat, es una de las pocas cadenas minoristas chilenas que no fueron adquiridas por Supermercados SMU o Cencosud durante la década de 2000.

## Historia
Las empresas nacieron el 20 de enero de 1927, fecha en que Saba Eltit Farah junto a su esposa Natividad Zerené Mukarker (ambos de origen palestino) abrieron su primera tienda en Pucón, en calle Fresia 375, esquina con Gerónimo de Alderete, que posteriormente se convertiría en la Ferretería Eltit. Eltit también fue el fundador de la Cámara de Comercio de Pucón.
Paulatinamente, el negocio de la familia Eltit creció, abriendo supermercados –el primero en la década de 1960 y otros negocios en Pucón y la vecina ciudad de Villarrica.
Tras la muerte de Saba Eltit en 1972, su hijo Luis asumió la dirección de la empresa, y en 1993, compró su parte de las empresas a sus hermanos Feisal, Sami y Hid. En 2001 inauguran la tienda por departamentos Almacenes Eltit y al año siguiente el Centro Comercial Alto Pucón. En 2007 el grupo tenía utilidades anuales de unos USD 2 millones.
La empresa también tiene presencia en la Región de Los Ríos, abriendo en 2018 un hipermercado y un centro comercial en la ciudad de Valdivia.
En el año 2024, Eltit anunció el cierre de su tienda por departamentos ubicada en Calle Fresia con  Avenida O'Higgins tras 32 años de operaciones. Actualmente en el edificio donde estaba esta multitienda hay un Banco Santander con Work Café
Además, anunció la construcción de un nuevo centro comercial en Panguipulli con una inversión de 20 millones de dólares. Este centro comercial poseerá un supermercado, una ferretería, un patio constructor, locales comerciales, restaurantes y posiblemente puede que haya un cine.

## Negocios

### Hipermercados
- Hipermercado Eltit Villarrica
- Hipermercado Eltit Pucón
- Hipermercado Eltit Valdivia

### Supermercado
- The Passo Express
- Yes Market
- Supermercado Pucón Oriente
- Supermercado Santa Victoria
- Supermercado San Luís
- Supermercado 2ª Faja Alto Villarrica
- Supermercado Eltit Valdivia

### Ferreterías
- Ferretería Eltit
- Patio Constructor

### Centros comerciales
- Centro Comercial Eltit - Alto Pucón

### Otras tiendas
- La Tienda Antigua (ropa)
- New Life Fitness Club (gimnasio)
- Pucón Farmacias
- Almacenes Eltit (ropa,hogar)
- Doite
- Deco Eltit (Decoración Hogar)

### Hotelería
- Del Volcán Apart Hotel

### Comunicaciones
- Radio 104.9